# Jacques Bron
Jacques Bron (* 18. Februar 1927 in Orbe, Kanton Waadt; † 13. März 2015) war ein Schweizer Schriftsteller.

## Leben
Jacques Bron unterrichtete am Lehrerseminar in Lausanne. Von 1956 bis 1992 verfasste er Hörspiele für Radio Suisse Romande, dazu viele weitere Theaterstücke. Daneben schrieb er Romane und Erzählungen für Erwachsene und Kinder.
Von 1989 bis 1994 war er Präsident der Schriftstellervereinigung Association vaudoise des écrivains.
Bron lebte in Pully.

## Auszeichnungen
- 1974: Prix Paul Budry
- 1994: Prix des écrivains vaudois
- 1997: Prix Arts et Lettres de France

## Werke

### Prosa
- Carrefour des solitudes, Genf 1970
- La rencontre, Radio TV je vois tout, Lausanne 1980
- Les petits bonheurs, 1995
- Le passe-temps, 1997
- On ne sait jamais, Siders 1998
- Trois enquêtes de Picoches, Lausanne 1998
- Chronique des Grandes Merveilles, Siders 2003
- Une vie opaline, Siders 2007
- Les années printanières, Siders 2009
- Une flûte dans la nuit, Siders 2010

### Kinder- und Jugendliteratur
- Nicolas et les espions, Zürich 1960
- Mystère dans les îles, Zürich 1964
- Que faire pour Paolo?, Zürich 1978

### Dramen
- Les frontières de la nuit, 1952
- Tournant dangereux, 1954
- Le vingtième homme, 1957
- Une fenêtre sur la mer, 1957
- La mort et le brigand, 1957
- Loulou, 1957
- Le dernier juge, 1969
- Trois farces, 1970
- Le droséra, 1970
- Gaspard le merveilleux, mission accomplie, le musée, 1988